# The New Christy Minstrels
The New Christy Minstrels is een Amerikaanse folkgroep, die in de vroege jaren zestig van de 20e eeuw bijdroeg aan de opbloei van de folkmuziek, die in de jaren vijftig in gang was gezet door artiesten als The Kingston Trio en Pete Seeger en in de latere jaren zestig werd voortgezet door onder andere Bob Dylan en Joan Baez. De groep bestond doorgaans uit tien mannen en vrouwen die zongen en instrumenten bespeelden als gitaar, banjo, contrabas en tamboerijn.
De naam van de groep is ontleend aan Christy’s Minstrels, een minstrel show onder leiding van Edwin Pearce Christy, die actief was tussen 1843 en 1860. Deze groep voerde veel liedjes van Stephen Foster uit.

## Carrière
The New Christy Minstrels zijn in 1961 door Randy Sparks gesticht. De groep haalde diverse malen de hitlijsten. Bekende nummers van de groep zijn This Land Is Your Land, Green, Green en Today. In 1964 verzorgden ze muziek bij de film Advance to the Rear (met Jesse Pearson, Glenn Ford en Stella Stevens). Uit de film komen de liedjes Today, This Old Riverboat en Company of Cowards, die sindsdien door vele folkartiesten gezongen zijn.
De groep had een sterk wisselende bezetting. Bekende oud-leden zijn:
- Gene Clark (later bij The Byrds)
- Jerry Yester (later bij The Lovin' Spoonful)
- Barry McGuire (die na zijn vertrek bij de groep in 1965 een wereldwijde hit had met Eve of Destruction)
- Larry Ramos (later zanger bij The Association)
- Kenny Rogers (later countryzanger)
- Kim Carnes (later singer-songwriter)

In 1964 stichtte Sparks een tweede folkgroep, The Back Porch Majority. Ook richtte hij een club op, Ledbetters, waar John Denver en The Carpenters hun carrière begonnen. Hij verkocht zijn rechten op The New Christy Minstrels aan zijn zakenpartners George Greif en Sid Garris. Daarna veranderde geleidelijk het repertoire van de groep. Ze gingen naast folk ook popnummers brengen en voerden sketches op.
In 1965 tourden The New Christy Minstrels door Europa, met optredens in Londen, Kopenhagen, Stockholm, Amsterdam en ten slotte op het Festival van San Remo, waar ze wonnen met het liedje Se piangi se ridi. Het tweede liedje dat ze op het festival brachten, Le colline sono in fiore, werd in Italië een nummer 1-hit. Ook in 1966 deed de groep mee aan het Festival van San Remo, maar deze keer viel ze niet in de prijzen.
Tot in de jaren zeventig bleven de Minstrels platen opnemen, maar hun laatste hit (Chim Chim Cher-ee uit de musicalfilm Mary Poppins) dateert van 1965. In 1972 stuurden Greif en Garris de complete groep weg en begonnen met een nieuwe groep onder dezelfde naam. De volgende jaren trad de groep echter steeds minder vaak op. Na 2000 blies de oprichter Randy Sparks de groep nieuw leven in. De groep treedt sindsdien weer geregeld op met Randy Sparks en een wisselend aantal andere oudgedienden.

## Discografie

### Albums
- Presenting The New Christy Minstrels (1962)
- The New Christy Minstrels In Person (1963) (live-album)
- The New Christy Minstrels Tell Tall Tales! (Legends and Nonsense) (1963)
- Ramblin' featuring ‘Green, Green’ (1963)
- Merry Christmas! (1963)
- Today and Other Songs from ‘Advance to the Rear’ (1964)
- Land of Giants (1964)
- Quiet Sides of the New Christy Minstrels (1965, verzamelalbum)
- The New Christy Minstrels Sing and Play Cowboys and Indians (1965)
- Chim Chim Cher-ee and Other Happy Songs (1965)
- The Wandering Minstrels (1965)
- In Italy... In Italian (1966)
- New Kick! (1966)
- Christmas with the Christies (1966)
- Greatest Hits (1966)
- On Tour Through Motortown (1968)
- Big Hits from Chitty Chitty Bang Bang (met Arthur Treacher) (1968)
- You Need Someone to Love (1970)
- The Great Soap Opera Themes (1976)
- Permanent Wave (1984)
- Live from Ledbetter's (1999) (opgenomen in 1964)
- The Definitive New Christy Minstrels (1997)
- Merry Christmas, Volume II: 42 Years Later (2005)
- Recycled: What's Old Is New (2009)
- Retrospective (2012)
- Nice Time to Be Alive (2013)
- Merry Christmas! The Complete Columbia Christmas Recordings 1963-1966 (2013)

### Singles
- This Land Is Your Land / Don’t Cry Suzanne (1962, 93 in de Billboard Hot 100)[3]
- Denver / Liza Lee (1963)
- Green, Green / The Banjo (1963, 14 in de Billboard Hot 100)
- A Travelin’ Man / Rovin’ Gambler (1963)
- Saturday Night / The Wheeler Dealers (1963, 29 in de Billboard Hot 100)
- Beautiful City / Tell It on the Mountain (1963)
- Down the Road I Go / Gotta Get a Goin’ (1964)
- Today / Miss Katy Cruel (1964, 17 in de Billboard Hot 100)
- The Far Side of the Hill / Silly Ol’ Summertime (1964, 92 in de Billboard Hot 100)
- Gotta Get a Goin’ / Kickin’ My Dog Around (1965)
- Chim Chim Cher-ee / They Gotta Quit (1965, 81 in de Billboard Hot 100)
- A Little Bit of Happiness / Jim ‘N’ I, Him ‘N’ I, Flying in the Gemini (1965)
- The River (1965)
- Three Wheels (EP, 1965)
- A Corner in the Sun / Beautiful World (1966)
- Sleep Comes Easy / It Should Have Been You (1967)
- Where Did Our Love Go /Stop in the Name of Love (1968)
- Summertime Love / Alice’s Restaurant (1968)
- Chitty Chitty Bang Bang / Me Old Bam Boo (1968)
- You Need Someone to Love / South American Get Away (1970)
- The Age of Not Believing / Love It Along (1972)